# ماريون بيك
ماريون بيك (بالإنجليزية: Marion Peck)‏ هي رسامة أمريكية، ولدت في 3 أكتوبر 1963 في مانيلا في الفلبين.